# Angels Over Broadway
Angels Over Broadway is een Amerikaanse dramafilm uit 1940 onder regie van Ben Hecht en Lee Garmes.

## Verhaal
Als Charles Engle betrapt wordt op fraude, gaat hij ten einde raad dwalen door de stad. De kruimeldief Bill O'Brien denkt dat Charles rijk is. Hij doet een beroep op Nina Barone om hem tot kaartspelen te verleiden. Intussen vindt een dronken kaartspeler een afscheidsbrief van Charles en hij bedenkt een plannetje om diens leven te redden.

## Rolverdeling
| Acteur                | Personage     |
| --------------------- | ------------- |
| Douglas Fairbanks jr. | Bill O'Brien  |
| Rita Hayworth         | Nina Barona   |
| Thomas Mitchell       | Gene Gibbons  |
| John Qualen           | Charles Engle |
| George Watts          | Hopper        |
| Ralph Theodore        | Dutch Enright |
| Eddie Foster          | Louie Artino  |
| Jack Roper            | Eddie Burns   |
| Constance Worth       | Sylvia Marbe  |